# غلو كندة (غرمسار كرمان)
غلو کندة (بالفارسية: گلوکنده) هي قرية تقع في إيران في قسم غرمسار الریفي. يقدر عدد سكانها بـ 51 نسمة .